# Amenia crinita
Amenia crinita är en tvåvingeart som beskrevs av Donald Henry Colless 1998. Amenia crinita ingår i släktet Amenia och familjen spyflugor. Inga underarter finns listade i Catalogue of Life.